# پراکشیتسه
پراکشیتسه (به چکی: Prakšice) یک منطقهٔ مسکونی در جمهوری چک است که در ناحیه اوهرسکه هرادیشتی واقع شده‌است. پراکشیتسه ۹٫۵۷ کیلومتر مربع مساحت و ۹۷۱ نفر جمعیت دارد و ۲۳۵ متر بالاتر از سطح دریا واقع شده‌است.